# Église Saint-Bruno de Reims
L’église Saint-Bruno de Reims  est une église paroissiale de Reims située l’avenue du général Bonaparte. Elle est dédiée à Bruno le Chartreux ou Bruno de Reims.

## Historique
L’église Saint-Bruno, de l’architecte Bernard Fouqueray, a été construite en 1975 au sein du Quartier Croix-Rouge – Croix du Sud.

## Caractéristiques

### Extérieur
La construction est en béton avec un toit à deux pans, couvert de tôles nervurées qui donne une forme de tente au bâtiment.
Elle n’a pas de clocher, mais une grande croix métallique est située à l’extérieur près de l’avenue du général Bonaparte. L’accès depuis l’avenue se fait par une passerelle.

### Intérieur
La charpente est en bois avec des poutres apparentes.
Le mobilier de l'église Saint-Bruno est contemporain de la construction de l'église.

### Dimensions
L'église Saint-Bruno mesure environ 28 mètres sur 14 mètres.

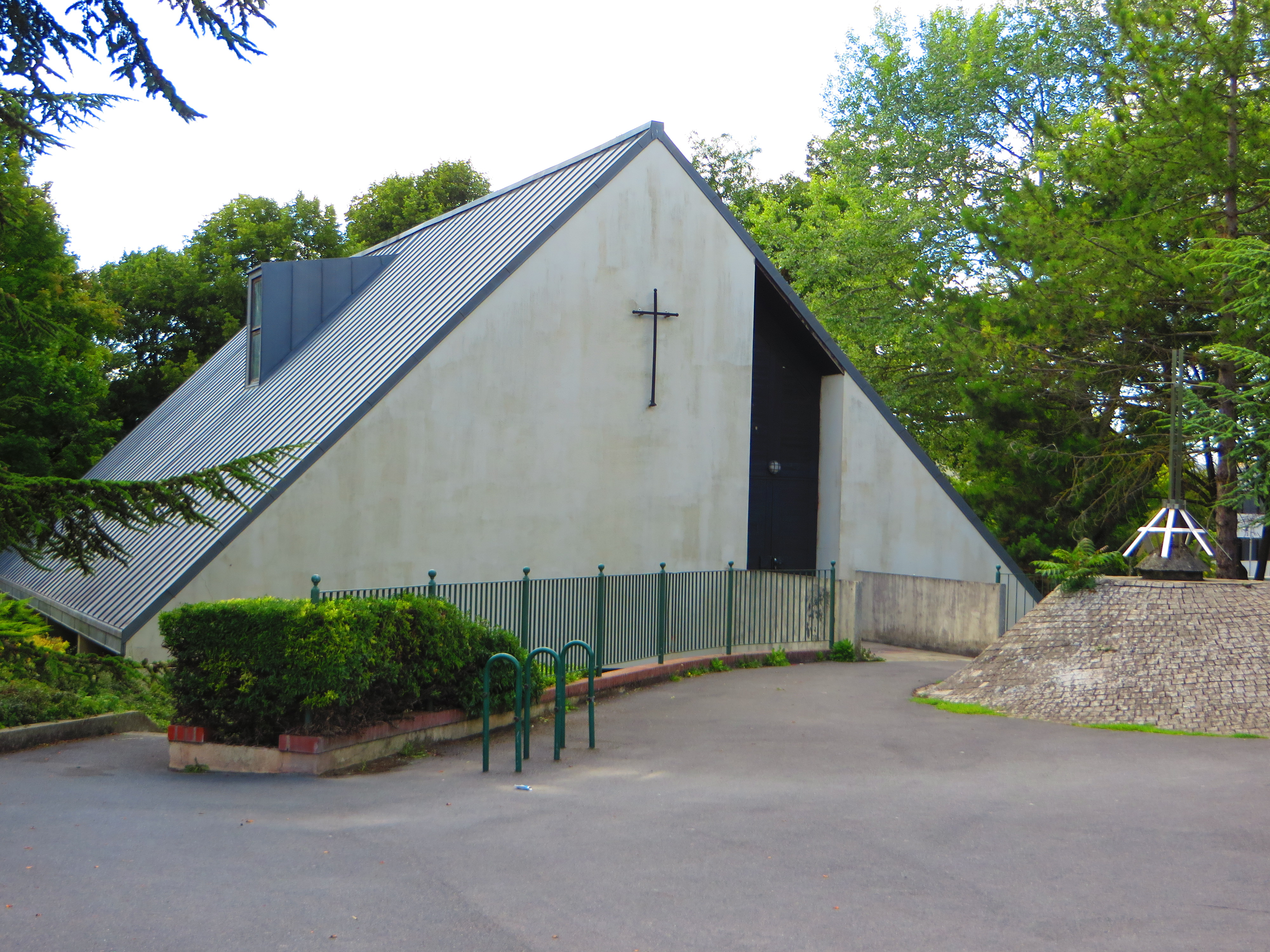
Toit de l’église Saint-Bruno.